# Ivan Näsberg
Ivan Tarek Fjellstad Näsberg (Oslo, 22 aprile 1996) è un calciatore norvegese, difensore del Viborg.

## Carriera

### Club
Näsberg è cresciuto nelle giovanili del Vålerenga. Ha esordito in Eliteserien il 7 luglio 2013, subentrando a Simon Larsen nel pareggio casalingo per 2-2 contro il Viking. È rimasto in squadra fino al termine del campionato 2015, totalizzando 20 presenze tra tutte le competizioni, senza realizzare alcuna rete.
Il 18 gennaio 2016 è passato agli svedesi del Varberg con la formula del prestito. Ha debuttato in Superettan il 2 aprile, schierato titolare nel 2-1 inflitto all'Åtvidaberg. Il 4 ottobre 2016 ha trovato la prima rete, nella vittoria per 4-0 sull'Assyriska.
Tornato al Vålerenga in vista della nuova stagione, il 25 gennaio 2017 ha prolungato il contratto che lo legava al club fino al 31 dicembre 2019. Il 15 ottobre dello stesso anno ha trovato la prima rete nella massima divisione norvegese, nel successo per 5-1 sull'Aalesund.

### Nazionale
Näsberg ha rappresentato la Norvegia a livello Under-15, Under-16, Under-17, Under-18, Under-19 e Under-21. Per quanto concerne quest'ultima selezione, ha esordito in data 17 novembre 2014: è subentrato ad Ohi Omoijuanfo nella sconfitta per 4-0 contro il Belgio, in amichevole. Il 27 marzo 2018 ha disputato la prima partita nelle qualificazioni al campionato europeo Under-21 2019, sostituendo stavolta Morten Konradsen nella vittoria per 1-3 contro Israele, a Tel Aviv.

## Statistiche

### Presenze e reti nei club
Statistiche aggiornate al 27 marzo 2018.
| Stagione         | Club             | Campionato       | Campionato | Campionato | Coppe nazionali | Coppe nazionali | Coppe nazionali | Coppe continentali | Coppe continentali | Coppe continentali | Supercoppe | Supercoppe | Supercoppe | Totale | Totale |
| Stagione         | Club             | Comp             | Pres       | Reti       | Comp            | Pres            | Reti            | Comp               | Pres               | Reti               | Comp       | Pres       | Reti       | Pres   | Reti   |
| ---------------- | ---------------- | ---------------- | ---------- | ---------- | --------------- | --------------- | --------------- | ------------------ | ------------------ | ------------------ | ---------- | ---------- | ---------- | ------ | ------ |
| 2013             | Vålerenga        | ES               | 5          | 0          | CN              | 0               | 0               | -                  | -                  | -                  | -          | -          | -          | 5      | 0      |
| 2014             | Vålerenga        | ES               | 4          | 0          | CN              | 1               | 0               | -                  | -                  | -                  | -          | -          | -          | 5      | 0      |
| 2015             | Vålerenga        | ES               | 9          | 0          | CN              | 1               | 0               | -                  | -                  | -                  | -          | -          | -          | 10     | 0      |
| 2016             | Varberg          | S                | 27         | 1          | CS+CS           | 3+1             | 0               | -                  | -                  | -                  | -          | -          | -          | 31     | 1      |
| 2017             | Vålerenga        | ES               | 15         | 1          | CN              | 4               | 0               | -                  | -                  | -                  | -          | -          | -          | 19     | 1      |
| 2018             | Vålerenga        | ES               | 2          | 0          | CN              | 0               | 0               | -                  | -                  | -                  | -          | -          | -          | 2      | 0      |
| Totale Vålerenga | Totale Vålerenga | Totale Vålerenga | 35         | 1          |                 | 6               | 0               |                    | -                  | -                  |            | -          | -          | 41     | 1      |
| Totale           | Totale           | Totale           | 62         | 2          |                 | 10              | 0               |                    | -                  | -                  |            | -          | -          | 72     | 2      |

## Palmarès

### Club

#### Competizioni nazionali
- Campionato greco: 1

PAOK: 2023-2024